# 依米妥珠单抗
依米妥珠单抗（INN：Emibetuzumab；开发代号：LY2875358）是一种人源化单克隆抗体，设计用于治疗癌症。目前正处于针对非小细胞肺癌患者的II期试验中。
该药物由礼来公司开发。